# Goodview (Minnesota)
Pour les articles homonymes, voir Goodview.
Goodview est une ville américaine située dans le Comté de Winona, dans le Minnesota. Selon le recensement de 2010, sa population est de 4 036 habitants.